# Девід Міллер (яхтсмен)
Девід Міллер (англ. David Miller, 18 вересня 1943) — канадський яхтсмен.
Бронзовий призер Олімпійських Ігор 1972 року в класі Солінґ, учасник 1964 та 1968 років.